# Ephedra compacta
{{#ifeq:0|0|{{#if:|{{#if:Ephedracompacta|[[]}}|}}}}
Ephedra compacta — вид голонасінних рослин класу гнетоподібних.

## Поширення, екологія
Країни проживання: Мексика (Агуаскальентес, Коауїла, Дуранго, Гуанахуато, Ідальго, Мексиканський федеральний округ, Нуево-Леон, Оахака, Пуебла, Керетаро, Сан-Луїс-Потосі, Веракрус, Сакатекас). Росте на висотах від 250 м до 2800 м. Чагарник знайдені в чагарникових і трав'янистих рівнинах, кам'янистих схилах, часто на вапняній основі або гравійному ґрунті. Пов'язаний з Juniperus, Nolina, Larrea tridentata, Flourencia cernue, Yucca decipiens, Berberis trifoliolata, Prosopis juliflora, Lycium, Lesquerella fendlerI, Verbena, Cylindropuntia imbricta, Cylindropuntia leptocaulis, Opuntia neochrysacantha, Opuntia rastrera, Agave lechuguilla, Koeberlinia. 

## Використання
Стебла більшості членів цього роду містять алкалоїд ефедрин і відіграють важливу роль в лікуванні астми та багатьох інших скарг дихальної системи. Дубильні речовини витягуються з стебел. Стебла використовують для лікування захворювань нирок у людей.

## Загрози та охорона
На стебла цієї рослини пасуться кози. Не відомо, чи є в ботанічних садах. Більшість відомих колекцій походять не з охоронних територіях, але деякі популяції є в заповідниках, таких, як Tehuacan-Cuicatlan Biosphere Reserve. Не представлений в ботанічних садах.
| Шишки секвоядендрону | Це незавершена стаття про голонасінні. Ви можете допомогти проєкту, виправивши або дописавши її. |